# Jochen Taubert
Jochen Taubert (* 14. Januar 1968) ist ein deutscher Regisseur, Filmeditor, Drehbuchautor und Kameramann aus dem Bereich Independentfilm. Gelegentlich ist er auch als Schauspieler aktiv. Er gilt als Enfant terrible der Independent-Szene.

## Leben
Jochen Taubert wurde durch seine innovativen, selbstironischen und selbstgemachten Trashfilme deutschlandweit bekannt. 
Seine Produktionen wurden mit Hilfe des Stadtlohner Filmteams gefertigt. Das Filmteam hat seinen Sitz in Stadtlohn und besteht aus ungefähr siebzig Mitgliedern, die in ihrer jeweiligen Tätigkeit die Taubert-Filme umsetzen.
Der Stil bewegt sich zwischen hemmungsloser Parodie bzw. schrägem Humor und hebt sich so von den üblichen Splatterfilmen und anderen Genrevertretern seiner Zunft ab.
Taubert ist eine bekannte Größe des deutschen Underground und reiht sich bei Kollegen wie Olaf Ittenbach, Andreas Schnaas, Jörg Buttgereit, Heiko Bender, Thilo Gosejohann, Andreas Bethmann, Oliver Krekel oder Timo Rose mit ein.
Es spielten auch schon Jürgen Drews, Frank Zander, Ralf Richter, Ralf Moeller, Harry Wijnvoord, Olaf Ittenbach, Kelly Trump, Sibylle Rauch, Dolly Buster oder Micaela Schäfer in kleinen Rollen in seinen Videofilmen mit.

## Filmografie
Regie
- 2023: Mad Dead
- 2022: Nackt unter Zombies
- 2021: I piss on your Corpse
- 2020: Die Papsttochter
- 2019: Julia & Romeo: Liebe ist ein Schlachtfeld
- 2015: Tot oder Lebendig
- 2014: Baggerführer Bob
- 2014: Spiel mir am Glied bis zum Tod
- 2013: Blutschrei der Verdammten
- 2013: Die Rückkehr der Gabelstaplerfahrer (Video short)
- 2011: Hingerichtet (Video) (as T.M. Russel)
- 2011: Turbo Zombi - Tampons of the Dead
- 2011: Project Genesis: Crossclub 2
- 2010: Underworld Cats (Video)
- 2009: Zombie Reanimation (Video)
- 2007: Bad Boys Bad Toys (Video)
- 2005: Sheeba - Die dunkelste Seite der Macht (Video)
- 2005: Ferdinand fährt Ferrari (Video)
- 2004: Pudelmützen Rambos (Video)
- 2004: Dornröschen (Video)
- 2001: Psychokill - Tod der Schmetterlinge (Video)
- 2001: Schlachtfest des Teufels (Video)
- 2000: Piratenmassaker (Video)
- 2000: Exhibitionisten Attacke (Video)
- 1999: Ich piss' auf deinen Kadaver (Video)
- 1998: Maniac Killer 2 - Back in Action (Video)
- 1997: Maniac Killer - Mister Miller ist ein Killer (Video)

Schauspieler
- 2019: Tal der Skorpione
- 2014: Baggerführer Bob
- 2011: Turbo Zombi - Tampons of the Dead
- 2011: Project Genesis: Crossclub 2
- 2010: Necronos
- 2010: Underworld Cats (Video)
- 2009: Zombie Reanimation (Video)
- 2008: Satan Claus (Short)
- 2007: Bad Boys Bad Toys (Video)
- 2005: Sheeba - Die dunkelste Seite der Macht (Video)
- 2005: Ferdinand fährt Ferrari (Video)
- 2004: Pudelmützen Rambos (Video)
- 2004: Dornröschen (Video)
- 2001: Psychokill - Tod der Schmetterlinge (Video)
- 2001: Schlachtfest des Teufels (Video)
- 2000: Piratenmassaker (Video)
- 2000: Dämonenbrut (Video)
- 2000: Exhibitionisten Attacke (Video)
- 1999: Ich pisse auf deinen Kadaver (Video) (uncredited)
- 1998: Maniac Killer 2 - Back in Action (Video)
- 1997: Mister Miller ist ein Killer (Video)